# Presidente Getúlio
Presidente Getúlio is een gemeente in de Braziliaanse deelstaat Santa Catarina. De gemeente telt 14.392 inwoners (schatting 2009).

## Aangrenzende gemeenten
De gemeente grenst aan Dona Emma, Ibirama, José Boiteux, Laurentino, Rio do Oeste en Rio do Sul.